# Hearst, Haggin, Tevis and Co.
Hearst, Haggin, Tevis and Co. fue una compañía fundada en California en la década de 1850 por George Hearst, que creció hasta convertirse en la mayor empresa privada propietaria de minas en los Estados Unidos.

## Historia
La compañía fue fundada en 1850 por el famoso buscador de oro George Hearst, en colaboración con Lloyd Tevis, con el abogado James Ben Ali Haggin y más adelante con Marcus Daly. Gracias al olfato de Hearst para localizar yacimientos extraordinariamente rentables (adquirió la reputación de ser uno de los más expertos prospectores mineros de la costa del Pacífico, y contribuyó al desarrollo de los procesos modernos de la minería de los metales asociados al cuarzo), combinado con la capacidad de gestión prudente de los otros socios, se convirtió en pocos años en la mayor empresa minera privada del mundo. Esta rápida expansión se debió a la riqueza de los recursos naturales que controlaba (especialmente de la mina Anaconda, un yacimiento de cobre tan rico que Daly recibió el apodo de rey del cobre).
La compañía prosperó mientras duró el acuerdo entre sus socios. Sin embargo, en 1897, unos años después de la muerte del fundador George Hearst, su hijo William, poco interesado en la minería y demasiado ocupado administrando el imperio mediático que él mismo construyó, vendió su participación a un grupo de inversores británicos. En 1899, Tevis, Haggin y Daly también vendieron sus acciones al rey del petróleo, el multimillonario John Davison Rockefeller, quien más tarde absorbió las acciones faltantes y transfirió las actividades mineras a su grupo industrial, poniendo fin a la existencia de la compañía.

## Minas explotadas
La compañía tenía intereses mineros en:
- La Veta Comstock en Nevada
- La mina Ophir en Nevada
- La mina de plata Ontario en Utah
- La mina de oro Homestake en Dakota del Sur
- La mina Anaconda Copper Mine en Montana
- El Cerro de Pasco Mine en Perú